# Laura Alberta Linton
Laura Alberta Linton (8 de abril de 1853 - 1 de abril de 1915) fue una química y médica estadounidense. 

## Biografía
Nació en el condado de Mahoning, Ohio, el 8 de abril de 1853, hija mayor de Joseph y Christina Linton. Su familia era cuáquera. Cultivaron en Ohio, Pensilvania y Nueva Jersey antes de establecerse en el condado de Wabasha, Minnesota.  Se graduó de la Escuela Normal de Winona en 1872, y se fue a la Universidad de Minnesota, donde se graduó con una Licenciatura en Ciencias en Química.

## Carrera en química
Durante su último año de universidad, analizó muestras de minerales de la costa norte del Lago Superior que fueron recolectadas por sus profesores, Stephen Farnum Peckham y Christopher W. Hall. El mineral era similar a la thomsonita, pero el análisis de Linton encontró características físicas distintivas, incluyendo la estructura cristalina y el color. En su descripción publicada del mineral, Peckham y Hall determinaron que era una variedad distinta, nombrándolo lintonita en reconocimiento del "paciente esfuerzo y habilidad" de Linton.
Después de graduarse, enseñó dos años de escuela secundaria en Lake City, Minnesota. Luego pasó dos años en Providence, Rhode Island, ayudando a Peckham con su Informe sobre la producción, la tecnología y los usos del petróleo y sus productos para el censo de 1880 en los Estados Unidos.  En la "Carta de Transmisión" de su informe, Peckham agradece a Linton, "a cuyos diversos logros estoy en deuda por muchas de las traducciones e ilustraciones que agregan integridad y adorno al trabajo...".
En 1882, pasó dos semestres estudiando química en el Instituto de Tecnología de Massachusetts.  No completó su programa de posgrado, pero en cambio aceptó el puesto de Profesora Conger de Ciencias Naturales en la Universidad Lombard en Galesburg, Illinois. Ocupó el cargo por un año y luego regresó a Minneapolis.  Durante los próximos diez años, enseñó en el Minneapolis Central High School en Minneapolis, Minnesota como jefa del departamento de ciencias.
Alrededor de 1894, volvió a la investigación química, específicamente el análisis de asfalto.  Obtuvo muestras de Peckham, que estaba conectada con la Union Oil Company de California. En 1895–1896, asistió a la Universidad de Míchigan, pero no recibió un título.  Su trabajo sobre el asfalto apareció en dos artículos publicados por la American Chemical Society en 1894 y 1896. Fue reconocida por su cuidadoso trabajo analítico, la claridad de su presentación y la importancia comercial de su investigación.  Un tercer artículo, coautor con Peckham, sobre el terreno de Trinidad, también apareció en 1896; fue la base del testimonio de un experto en una demanda importante.

## Carrera en medicina
Linton abandonó el campo de la química y siguió una carrera en medicina. Las razones de su cambio de disciplina son tema de especulación. Quizás hubo una influencia familiar, ya que un hermano, Thomas Linton, y una hermana, Sarah Linton Phelps, eran médicos.
De 1895 a 1900, fue asistente de fisiología y química fisiológica en la Universidad de Minnesota; recibió un M.D de esa institución en 1900.
Inmediatamente después de graduarse, aceptó un puesto en el Hospital Estatal de Rochester, tomando el lugar de su hermana Sarah, que se encontraba en mal estado de salud. Trabajó en el hospital durante los últimos quince años de su vida. Hizo dos importantes contribuciones al hospital.  Primero, enseñó un curso a las enfermeras sobre principios dietéticos; posteriormente instituyó un programa supervisado para pacientes con enfermedades mentales, en el que se les permitió hacer trabajos de costura y artesanías.  Este fue uno de los primeros programas hospitalarios en utilizar terapia ocupacional.
Linton fue miembro de la Asociación Americana para el Avance de la Ciencia y la Asociación para el Avance de la Mujer.

## Fallecimiento
Murió el 1 de abril de 1915, en Rochester, Minnesota.

## Publicaciones seleccionadas
- Linton, Laura A. (diciembre de 1894). «On the Technical Analysis of Asphaltum». Journal of the American Chemical Society 16 (12): 809-822. doi:10.1021/ja02110a005.
- Linton, Laura A. (marzo de 1896). «On the Technical Analysis of Asphaltum, No. 2». Journal of the American Chemical Society 18 (3): 275-279. doi:10.1021/ja02089a013.
- Peckham, Stephen Farnum; Linton, Laura A. (1 de marzo de 1896). «On Trinidad Pitch». American Journal of Science 1 (3): 193-207. doi:10.2475/ajs.s4-1.3.193.